# Championnats d'Europe juniors d'athlétisme 1995
Navigation
1993 1997
Les 13es Championnats d'Europe juniors d'athlétisme se sont déroulés à Nyíregyháza (Hongrie) du 27 au 30 juillet 1995, au stade municipal de Nyíregyháza.

## Faits marquants
Pour la première fois l'équipe de France termine à la première place avec six médailles d'or et le total le plus élevé (12).
Deux athlètes réalisent un doublé : le Français Benoît Zwierzchiewski au 5 000 m et au 10 000 m, et la Néerlandaise Corrie De Bruin au poids et au disque.

## Résultats

### Garçons
| Épreuves                           | Or                                                                             | Argent                                                                                   | Bronze                                                                          |
| ---------------------------------- | ------------------------------------------------------------------------------ | ---------------------------------------------------------------------------------------- | ------------------------------------------------------------------------------- |
| 100 m (Vent : -0,9 m/s)            | Dwain Chambers 10 s 41                                                         | Jamie Henthorn 10 s 41                                                                   | Ángelos Pavlakákis 10 s 47                                                      |
| 200 m (Vent : -0,6 m/s)            | Marlon Devonish 21 s 04                                                        | Alessio Comparini 21 s 21                                                                | Daniel Money 21 s 29                                                            |
| 400 m                              | Mark Hylton 45 s 97                                                            | Jacek Bocian 46 s 59                                                                     | Tsvetomir Marinov 46 s 66 (NJR)                                                 |
| 800 m                              | Roberto Parra 1 min 45 s 90 (NJR)                                              | André Bucher 1 min 46 s 73                                                               | Sylvain Loubier 1 min 50 s 67                                                   |
| 1 500 m                            | Reyes Estévez 3 min 45 s 74                                                    | José Redolat 3 min 46 s 70                                                               | Gert-Jan Liefers 3 min 47 s 17                                                  |
| 5 000 m                            | Benoît Zwierzchlewski 13 min 55 s 75                                           | Juan José Gomez 14 min 15 s 65                                                           | Iván Pérez 14 min 17 s 83                                                       |
| 10 000 m                           | Benoît Zwierzchlewski 29 min 46 s 42                                           | Iván Pérez 30 min 06 s 69                                                                | Damiano Polti 30 min 06 s 91                                                    |
| 3 000 mètres steeple               | Antonio Alvarez 8 min 50 s 75                                                  | Christian Knoblich 8 min 50 s 85                                                         | Jérôme Cochet 8 min 52 s 92                                                     |
| 110 mètres haies (Vent : -2,0 m/s) | Sven Pieters 14 s 06                                                           | Robert Kronberg 14 s 16                                                                  | Tomasz Ścigaczewski 14 s 18                                                     |
| 400 mètres haies                   | Daniel Hechler 50 s 42                                                         | Marcel Schelbert 50 s 44 (NJR)                                                           | Matthew Douglas 51 s 73                                                         |
| 10 000 m marche                    | Andreas Erm 40 min 51 s 38                                                     | Francisco Fernández 41 min 02 s 34                                                       | David Abellan 41 min 57 s 84                                                    |
| 4 × 100 m                          | Royaume-Uni Dwain Chambers Marlon Devonish Jamie Henthorn Daniel Money 39 s 43 | Italie Aldo Alaimo Giulio Ibba Michele Paggi Alessio Comparini 39 s 61                   | Allemagne Alexander Kosenkow Eduard Martin Anthony Viel Thorsten Schulz 40 s 29 |
| 4 × 400 m                          | Royaume-Uni Geoff Dearman Steven McHardy Tom Lerwill Mark Hylton 3 min 07 s 09 | France Philippe Bouché Ruddy Zami Jean-Jacques Letzelter-Ébé Robert Loubli 3 min 07 s 72 | Pologne Jacek Bocian Piotr Haczek Jacek Lewandowski Marcin Trelka 3 min 09 s 65 |
| Saut en hauteur                    | Oskari Frösén 2,19 m                                                           | Martin Buß 2,19 m                                                                        | James Brierley 2,17 m                                                           |
| Saut à la perche                   | Yevgeniy Smiryagin 5,50 m                                                      | Timo Makkonen 5,45 m                                                                     | Nicolas Jolivet 5,40 m                                                          |
| Saut en longueur                   | Roman Shchurenko 7,78 m                                                        | Andrey Kislykh 7,76 m                                                                    | Dmytro Mishka 7,74 m                                                            |
| Triple saut                        | Ronald Servius 16,71 m (NJR)                                                   | Dmitriy Vassilyev 16,14 m                                                                | Pawel Zdrajkowski 15,96 m                                                       |
| Lancer du poids                    | Tepa Reinikainen 17,20 m                                                       | René Sack 16,89 m                                                                        | Iker Sukia 16,74 m                                                              |
| Lancer du disque                   | Andrzej Krawczyk 58,22 m                                                       | Mike Van Der Bilt 55,40 m                                                                | Tolga Koseoglu 52,06 m                                                          |
| Lancer du marteau                  | Szymon Ziolkowski 75,42 m (NJR)                                                | Nikolay Avlasevich 68,80 m                                                               | Vassiliy Shevchenko 68,64 m                                                     |
| Lancer du javelot                  | Christian Nicolay 76,88 m                                                      | Harri Haatainen 74,28 m                                                                  | Daniel Gustafsson 72,38 m                                                       |
| Décathlon                          | Glenn Lindqvist 7 363 pts                                                      | Rick Wassenaar 7 299 pts                                                                 | Jiří Ryba 7 271 pts                                                             |

### Filles
| Épreuves                           | Or                                                                                         | Argent                                                                                   | Bronze                                                                                  |
| ---------------------------------- | ------------------------------------------------------------------------------------------ | ---------------------------------------------------------------------------------------- | --------------------------------------------------------------------------------------- |
| 100 m (Vent : -2,2 m/s)            | Frédérique Bangué 11 s 48                                                                  | Nora Ivanova 11 s 58                                                                     | Vyara Georgieva 11 s 59                                                                 |
| 200 m (Vent : -2,1 m/s)            | Nora Ivanova 23 s 44                                                                       | Fabé Dia 23 s 68                                                                         | Sylviane Félix 23 s 81                                                                  |
| 400 m                              | Olga Kotlyarova 52 s 03                                                                    | Andrea Burlacu 53 s 53                                                                   | Jitka Burianová 53 s 69                                                                 |
| 800 m                              | Mioara Cosulianu 2 min 04 s 15                                                             | Plamena Aleksandrova 2 min 04 s 50                                                       | Anca Safta 2 min 04 s 55                                                                |
| 1 500 m                            | Lidia Chojecka 4 min 17 s 29                                                               | Lavinia Miroiu 4 min 19 s 11                                                             | Jolanda Steblovnik 4 min 20 s 22                                                        |
| 3 000 m                            | Denisa Costescu 9 min 13 s 44                                                              | Anita Weyermann 9 min 15 s 45                                                            | Olivera Jevtić 9 min 15 s 61                                                            |
| 10 000 m                           | Nadia Singeorzan 33 min 24 s 94 (NJR)                                                      | Olivera Jevtić 33 min 48 s 61                                                            | Sadica Mihalache 34 min 10 s 22                                                         |
| 100 mètres haies (Vent : -1,2 m/s) | Yelena Ovcharova 13 s 09                                                                   | Natasha Danvers 13 s 46                                                                  | Linda Ferga 13 s 61                                                                     |
| 400 mètres haies                   | Ionela Tîrlea 56 s 04                                                                      | Ulrike Urbansky 57 s 21                                                                  | Rikke Rønholt 57 s 71                                                                   |
| 5 000 m marche                     | Sofia Avoila 22 min 13 s 23                                                                | Olga Panfyorova 22 min 24 s 95                                                           | Jana Weidemann 22 min 30 s 90                                                           |
| 4 × 100 m                          | Allemagne Caroline Elmers Esther Möller Carmen Bertmaring Marion Wagner 44 s 77            | Italie Elena Sordelli Manuela Grillo Fabiana Cosolo Manuela Levorato 45 s 37             | Pologne Magdalena Kaminska Justyna Dybowska Anna Glowacka Aurelia Trywianska 45 s 56    |
| 4 × 400 m                          | France Sandrine Thiébaud Cindy Éga Pierre-Marie Marival Sylviane Félix 3 min 32 s 79 (NJR) | Russie Marina Kozlova Irina Mistyukevich Natalya Misyakova Olga Kotlyarova 3 min 36 s 10 | Royaume-Uni Liz Williams Joanne Sloane Allison Curbishley Louretta Thorne 3 min 38 s 23 |
| Saut en hauteur                    | Viktoriya Styopina 1,91 m                                                                  | Kajsa Bergqvist Yuliya Lyakhova 1,89 m                                                   | Non décerné                                                                             |
| Saut en longueur                   | Linda Ferga 6,56 m                                                                         | Cristina Nicolau 6,35 m (w)                                                              | Iliana Ilieva 6,25 m (w)                                                                |
| Triple saut                        | Teresa Marinova 13,90 m                                                                    | Tatyana Lebedeva 13,88 m                                                                 | Melinda Marton 13,71 m                                                                  |
| Lancer du poids                    | Corrie De Bruin 17,76 m                                                                    | Yanina Korolchik 16,95 m                                                                 | Olga Ryabinkina 16,55 m                                                                 |
| Lancer de disque                   | Corrie De Bruin 57,46 m                                                                    | Olga Tsander 54,66 m                                                                     | Lieja Koeman 53,24 m                                                                    |
| Lancer du javelot                  | Taina Uppa 60,72 m                                                                         | Miréla Manjani 59,36 m                                                                   | Angeliki Tsiolakoudi 54,76 m                                                            |
| Heptathlon                         | Annu Montell 5 546 pts                                                                     | Yelizaveta Shalygina 5 476 pts                                                           | Katja Ripatti 5 394 pts                                                                 |

## Tableau des médailles[2]
- Pays hôte

| Rang  | Nation      | Or | Argent | Bronze | Total |
| ----- | ----------- | -- | ------ | ------ | ----- |
| 1     | France      | 6  | 2      | 4      | 12    |
| 2     | Royaume-Uni | 5  | 2      | 4      | 11    |
| 3     | Finlande    | 5  | 2      | 1      | 8     |
| 4     | Allemagne   | 4  | 4      | 3      | 11    |
| 5     | Roumanie    | 4  | 3      | 3      | 10    |
| 6     | Espagne     | 3  | 4      | 3      | 10    |
| 7     | Pologne     | 3  | 1      | 5      | 9     |
| 8     | Ukraine     | 3  | 0      | 2      | 5     |
| 9     | Russie      | 2  | 6      | 1      | 9     |
| 10    | Bulgarie    | 2  | 2      | 3      | 7     |
| 11    | Pays-Bas    | 2  | 2      | 2      | 6     |
| 12    | Belgique    | 1  | 0      | 0      | 1     |
| 12    | Portugal    | 1  | 0      | 0      | 1     |
| 14    | Biélorussie | 0  | 4      | 0      | 4     |
| 15    | Italie      | 0  | 3      | 1      | 4     |
| 16    | Suisse      | 0  | 3      | 0      | 3     |
| 17    | Suède       | 0  | 2      | 1      | 3     |
| 18    | Yougoslavie | 0  | 1      | 1      | 2     |
| 19    | Albanie     | 0  | 1      | 0      | 1     |
| 20    | Tchéquie    | 0  | 0      | 2      | 2     |
| 20    | Grèce       | 0  | 0      | 2      | 2     |
| 22    | Danemark    | 0  | 0      | 1      | 1     |
| 22    | Slovénie    | 0  | 0      | 1      | 1     |
| Total | Total       | 41 | 42     | 40     | 123   |